# Koen Hilberdink
Koenraad (Koen) Hilberdink (Groningen, 15 april 1957) is een Nederlands biograaf. Hij studeerde Nederlands en Literatuurwetenschap aan de Rijksuniversiteit Groningen en Literatuurwetenschap aan de Universiteit Leiden. Hij promoveerde aan de Universiteit Maastricht en is hoofd Genootschap van de Koninklijke Nederlandse Akademie van Wetenschappen. Van 2003 tot 2010 was hij jurylid van een aantal literaire prijzen en in dezelfde periode was hij redacteur van het jaarboek van de Jan Campert-Stichting. 
Van 1996 tot 2001 was Hilberdink hoofdredacteur van het Biografie Bulletin. Hij heeft zich lang beziggehouden met de dichter en essayist Paul Rodenko van wie hij de Verzamelde essays en kritieken bezorgde. In 2000 promoveerde hij op een biografie van deze auteur: Ik ben een vreemdeling. Ik sta apart. Nadien publiceerde hij een biografie van Hans Lodeizen. 
Vervolgens begon Hilberdink aan een biografie van uitgever Johan Polak, waarvan in 2012 een deelstudie verscheen, en in 2017 het complete boek. In 2023 verscheen Strijd om de ziel, een boek over het leven van de psychiater Piet Kuiper. Rode draden in het boek zijn Kuipers worsteling met het geloof, zijn seksuele identiteit en zijn terugkerende depressies.